# Brad Gilbert
Brad Gilbert (* 9. August 1961 in Oakland, Kalifornien) ist ein ehemaliger US-amerikanischer Tennisspieler und heutiger -trainer.

## Karriere
Seine Tennis-Karriere startete Gilbert 1982. Im selben Jahr gewann er seinen ersten Titel im Einzel in Taipeh. Den ersten Doppel-Titel gewann Gilbert 1985 in Tel Aviv. Während seiner Karriere gewann er 20 Titel im Einzel und 3 im Doppel, darunter die Cincinnati Masters im August 1989, das Finale gewann er gegen den Schweden Stefan Edberg. 1987 und 1988 hatte er bereits das Finale des Paris Masters erreicht. Im Januar 1990 erreichte er Platz 4 der Weltrangliste, zwischen 1985 und 1991 stand er stets unter den besten 20 der Weltrangliste. Bei den Olympischen Spielen 1988 gewann er die Bronzemedaille. Gilberts größte Grand-Slam-Erfolge waren die US Open 1987 sowie die Wimbledon Championships 1990, in beiden Turnieren erreichte er das Viertelfinale.
Gilbert beendete seine Karriere 1995. Seitdem arbeitet er als einer der erfolgreichsten Tennistrainer der Welt. Er betreute unter anderem acht Jahre Andre Agassi. Im Laufe dieser Zeit gewann Agassi sechs Grand-Slam-Turniere. Die Zusammenarbeit endete 2002. Danach arbeitete Gilbert mit Andy Roddick zusammen, den er auch zum US-Open-Titel 2003 führte. Die Partnerschaft endete 2004.
Sein Buch „Winning Ugly – Mentale Kriegsführung im Tennis“ gilt als eines der besten Bücher zum Thema „Tennis-Strategie“. Er arbeitet als Kommentator für den Sender ESPN.
2006 und bis Ende 2007 trainierte er den britischen Nachwuchsspieler und späteren Weltranglistenersten Andy Murray.
Ab 2000 nahm Brad Gilbert an den Turnieren der ATP Champions Tour teil.
2022 wurde Brad Gilbert in die International Jewish Sports Hall of Fame aufgenommen.

## Erfolge
| Legende                                  |
| Grand Slam                               |
| Tennis Masters Cup                       |
| ATP Masters Series                       |
| ATP International Series Gold            |
| ATP International Series Grand Prix (23) |

| ATP-Titel nach Belag |
| Hartplatz (18)       |
| Sand (0)             |
| Rasen (0)            |
| Teppich (5)          |

### Einzel

#### Turniersiege
| Nr. | Datum              | Turnier           | Belag     | Finalgegner          | Ergebnis           |
| --- | ------------------ | ----------------- | --------- | -------------------- | ------------------ |
| 1.  | 8. November 1982   | Taipeh (1)        | Teppich   | Craig Wittus         | 6:1, 6:4           |
| 2.  | 13. August 1984    | Columbus          | Hartplatz | Hank Pfister         | 6:3, 2:6, 6:3      |
| 3.  | 29. Oktober 1984   | Taipeh (2)        | Teppich   | Wally Masur          | 6:3, 6:3           |
| 4.  | 22. Juli 1985      | Livingston (1)    | Hartplatz | Brian Teacher        | 4:6, 7:5, 6:0      |
| 5.  | 12. August 1985    | Cleveland         | Hartplatz | Brad Drewett         | 6:3, 6:2           |
| 6.  | 14. Oktober 1985   | Tel Aviv (1)      | Hartplatz | Amos Mansdorf        | 6:3, 6:2           |
| 7.  | 3. Februar 1986    | Memphis (1)       | Teppich   | Stefan Edberg        | 7:5, 7:6           |
| 8.  | 21. Juli 1986      | Livingston (2)    | Hartplatz | Mike Leach           | 6:2, 6:2           |
| 9.  | 6. Oktober 1986    | Tel Aviv (2)      | Hartplatz | Aaron Krickstein     | 7:5, 6:2           |
| 10. | 20. Oktober 1986   | Wien              | Hartplatz | Karel Nováček        | 3:6, 6:3, 7:5, 6:0 |
| 11. | 5. Oktober 1987    | Scottsdale        | Hartplatz | Eliot Teltscher      | 6:2, 6:2           |
| 12. | 10. Oktober 1988   | Tel Aviv (3)      | Hartplatz | Aaron Krickstein     | 4:6, 7:6, 6:2      |
| 13. | 12. Februar 1989   | Memphis (2)       | Hartplatz | Johan Kriek          | 6:2, 6:2, aufgg.   |
| 14. | 31. Juli 1989      | Stratton Mountain | Hartplatz | Jim Pugh             | 7:5, 6:0           |
| 15. | 7. August 1989     | Livingston (3)    | Hartplatz | Jason Stoltenberg    | 6:4, 6:4           |
| 16. | 14. August 1989    | Cincinnati        | Hartplatz | Stefan Edberg        | 6:4, 2:6, 7:65     |
| 17. | 25. September 1989 | San Francisco     | Teppich   | Anders Järryd        | 7:5, 6:2           |
| 18. | 26. Februar 1990   | Rotterdam         | Teppich   | Jonas Svensson       | 6:1, 6:3           |
| 19. | 2. April 1990      | Orlando           | Hartplatz | Christo van Rensburg | 6:2, 6:1           |
| 20. | 24. September 1990 | Brisbane          | Hartplatz | Aaron Krickstein     | 6:3, 6:1           |

#### Finalteilnahmen
| Nr. | Datum              | Turnier           | Belag         | Finalgegner         | Ergebnis                |
| --- | ------------------ | ----------------- | ------------- | ------------------- | ----------------------- |
| 1.  | 17. September 1984 | San Francisco (1) | Teppich       | John McEnroe        | 4:6, 4:6                |
| 2.  | 9. September 1985  | Stuttgart         | Sand          | Ivan Lendl          | 4:6, 0:6                |
| 3.  | 7. Oktober 1985    | Johannesburg (1)  | Hartplatz     | Matt Anger          | 4:6, 6:3, 3:6, 2:6      |
| 4.  | 27. Juli 1987      | Washington (1)    | Hartplatz     | Ivan Lendl          | 1:6, 0:6                |
| 5.  | 12. Oktober 1987   | Tel Aviv          | Hartplatz     | Amos Mansdorf       | 6:3, 3:6, 4:6           |
| 6.  | 2. November 1987   | Paris (1)         | Teppich (i)   | Tim Mayotte         | 6:2, 3:6, 5:7, 7:6, 3:6 |
| 7.  | 16. November 1987  | Johannesburg (2)  | Hartplatz     | Pat Cash            | 6:7, 6:4, 6:2, 0:6, 1:6 |
| 8.  | 24. Oktober 1988   | Paris (2)         | Teppich (i)   | Amos Mansdorf       | 3:6, 2:6, 3:6           |
| 9.  | 27. Februar 1989   | WCT Finals        | Teppich (i)   | John McEnroe        | 3:6, 3:6, 6:7           |
| 10. | 24. Juli 1989      | Washington (2)    | Hartplatz     | Tim Mayotte         | 6:3, 4:6, 5:7           |
| 11. | 2. Oktober 1989    | Orlando           | Hartplatz     | Andre Agassi        | 2:6, 1:6                |
| 12. | 6. August 1990     | Cincinnati        | Hartplatz     | Stefan Edberg       | 1:6, 1:6                |
| 13. | 10. Dezember 1990  | Grand Slam Cup    | Teppich (i)   | Pete Sampras        | 3:6, 4:6, 2:6           |
| 14. | 4. Februar 1991    | San Francisco (2) | Teppich       | Darren Cahill       | 2:6, 6:3, 4:6           |
| 15. | 29. Juli 1991      | Los Angeles       | Hartplatz     | Pete Sampras        | 2:6, 7:65, 3:6          |
| 16. | 30. September 1991 | Sydney Indoor     | Hartplatz (i) | Stefan Edberg       | 2:6, 2:6, 2:6           |
| 17. | 24. Februar 1992   | Scottsdale        | Hartplatz     | Stefano Pescosolido | 0:6, 6:1, 4:6           |
| 18. | 1. Februar 1993    | San Francisco (3) | Hartplatz     | Andre Agassi        | 2:6, 7:64, 2:6          |
| 19. | 5. April 1993      | Tokio             | Hartplatz     | Pete Sampras        | 2:6, 2:6, 2:6           |
| 20. | 7. Februar 1994    | Memphis           | Hartplatz     | Todd Martin         | 4:6, 5:7                |

### Doppel

#### Turniersiege
| Nr. | Datum            | Turnier    | Belag     | Doppelpartner      | Finalgegner                         | Ergebnis |
| --- | ---------------- | ---------- | --------- | ------------------ | ----------------------------------- | -------- |
| 1.  | 14. Oktober 1985 | Tel Aviv   | Hartplatz | Ilie Năstase       | Michael Robertson Florin Segărceanu | 6:3, 6:2 |
| 2.  | 10. Februar 1986 | Boca Raton | Hartplatz | Vincent Van Patten | Stefan Edberg Anders Järryd         | kampflos |
| 3.  | 13. April 1992   | Hongkong   | Hartplatz | Jim Grabb          | Byron Black Byron Talbot            | 6:2, 6:1 |

#### Finalteilnahmen
| Nr. | Datum              | Turnier       | Belag     | Doppelpartner        | Finalgegner                        | Ergebnis      |
| --- | ------------------ | ------------- | --------- | -------------------- | ---------------------------------- | ------------- |
| 1.  | 23. September 1985 | San Francisco | Hartplatz | Sandy Mayer          | Paul Annacone Christo van Rensburg | 6:3, 3:6, 4:6 |
| 2.  | 20. Oktober 1986   | Wien          | Hartplatz | Slobodan Živojinović | Ricardo Acioly Wojciech Fibak      | kampflos      |
| 3.  | 27. September 1987 | Los Angeles   | Hartplatz | Tim Wilkison         | Kevin Curren David Pate            | 3:6, 4:6      |